# ایون (افلاطون)
ایون (به یونانی: Ἴων) رساله‌ای انتقادی در مورد مفسران شعر است. افلاطون در این مکالمه از زبان سقراط نقدی را بر مفسرین اشعار شاعران بزرگ وارد می‌کند که چرا آنها هنگام تبیین آثار شعرا به جای احاطه و آگاهی داشتن بر موضوعات اشاره شده در شعر، تنها به تصورات خود از شعر اکتفا می‌کنند.
شخصیّت‌های این مکالمه، سقراط و ایون هستند.

## خلاصه مکالمه
ایون اهل افسوس، راوی و مفسر اشعار شاعران گذشتهٔ یونان، به خصوص هومر است. ایون به تازگی پس از موفقیتی که به دست آورده به سقراط می‌گوید از آثار شاعران دیگر بی‌خبر و حتی بی‌اعتنا است؛ اما هیچ‌کس نمی‌تواند در تفسیر اشعار هومر بر او پیشی بگیرد. سؤال سقراط این است که آیا کسی که در یک فن استاد است شعر مربوط به آن فن را بهتر تفسیر می‌کند یا راویان؟ مثلاً هومر در جایی دربارهٔ مسابقهٔ ارابه‌رانی شعر می‌گوید چه کسی سخن هومر را بهتر می‌فهمد؛ راوی یا کسی که در ارابه‌رانی مهارت دارد؟ و دیگر اینکه چرا راویان فقط اشعار یک یا دو شاعر را می‌توانند تفسیر کنند، چرا اشعار شاعران دیگر را نمی‌توانند. در صورتی که فرقی بین شاعران نیست و جوهر شعری در میان شاعران مشترک است. یا اینکه وقتی بعضی شاعران قوی هستند و بعضی ضعیف چه کسی می‌تواند بین آنها قضاوت کند؟ وقتی چند نفر دربارهٔ اعداد سخن می‌گویند مگر نه این است که کسی که در علم عدد صاحبنظر است می‌تواند بهتر قضاوت کند؟ پس راوی باید بتواند دربارهٔ شعر شاعران قضاوت کند. «هر گاه چند تن دربارهٔ موضوعی سخن برانند کسی که سخن درست را تمیز می‌دهد باید بتواند سخن نادرست را نیز باز شناسد.»
ایون می‌پرسد اگر این گونه‌است پس چرا من از سخن شاعران غیر از هومر چیزی در نمی‌یابم اما وقتی سخن از هومر به میان می‌آید، بیدار می‌گردم و زبانم باز می‌شود؟ سقراط می‌گوید چون شاعران شعرهای زیبای خود را به یاری هنری که در آنان باشد و خود به آن واقف باشند؛ نمی‌سرایند. «شاعران به یاری هنر انسانی شعر نمی‌سرایند بلکه آنان را نیرویی خدایی بر این کار می‌انگیزد... شاعر تنها آلت بی‌اراده و مترجم سخنان خدایی است که در درون او جای گزیده.»
خدایان آن حالت شوق و جذبه را به شاعران می‌بخشند و بعد از شاعران، راویان و نمایشگران هستند و سرانجام تماشاچیان و مخاطبین. چون ما خدایان متعدد شعر و هنر داریم، هر شاعری تحت جذبه و تاثیر یکی از این خدایان هست و به همین ترتیب راویان. راوی شعر آن شاعری را که به حلقهٔ او اتصال دارد می‌تواند بهتر از شعر شاعران دیگر تفسیر کند؛ به همین خاطر است که ایون شعر هومر را از شعر شاعران دیگر بهتر تفسیر می‌کند. سقراط از ایون سؤال می‌کند که تو در کدام علم استادی؟ یا به عبارت دیگر هر علمی موضوعی دارد، موضوع علم تو چیست؟ راویان در هیچ علمی استاد نیستند بلکه مجذوبان خدایانند.

## مطالعهٔ بیش‌تر
ترجمه فارسی این مکالمه
- افلاطون (۱۳۵۷)، دورهٔ ۷ جلدی آثار افلاطون، ترجمهٔ محمدحسن لطفی، رضا کاویانی، تهران: انتشارات خوارزمی

درباره این مکالمه
- Perseus Project Ion۵۳۰a (entire text in Greek and English, trans. by W.R.M Lamb)

Saunders, T. J. Introduction to Ion. London: Penguin Books,